# 平田良介
平田 良介（ひらた りょうすけ、1988年3月23日 - ）は、大阪府大阪市城東区出身の元プロ野球選手（外野手）、コーチ。右投右打。ワンエイトプロモーション所属。現在は中日ドラゴンズで二軍外野守備走塁コーチを務めている。

## 経歴

### プロ入り前
大阪市立関目東小学校、大阪市立菫中学校出身。小学1年から「関目ジュニアスター」で野球を始め、中学時代はボーイズリーグの「大阪北」および「大阪都島」に所属。萬谷康平とは家が道を挟んで2軒隣という幼なじみであり、小学1年から中学1年まで同じ少年野球チームに所属していた。
大阪桐蔭高校では1年夏から6番でレギュラー、秋から4番を任された。高校時代は辻内崇伸と同期で、辻内の話では、平田の名前はすでに大阪一円で知れ渡っており肉体的にも入学時で完成していたため1年生で唯一入学直後から上級生に交じっての練習参加を許されたという。なお、平田3年時の1年生に中田翔と岡田雅利がいた。高校通算70本塁打を記録。
2年時には第76回選抜高等学校野球大会に出場。1回戦の二松学舎大付戦で本塁打を打ち、また3年時に出場した第87回全国高等学校野球選手権大会の準々決勝・東北戦では、PL学園・清原和博以来の1試合3本塁打を記録した。その後、準決勝で田中将大（当時2年生）擁する駒大苫小牧と対戦。しかし先発の田中に4打数無安打に封じ込められ、チームも延長戦の末敗退した。甲子園通算5本塁打は史上4位。
9月にアジアAAA選手権における韓国戦で右肩を亜脱臼したため手術する予定だったが、予想以上に右肩の状態が良化し、手術は受けなかった。
2005年高校生ドラフトで中日ドラゴンズに1巡目指名された。11月12日に契約金1億円、年俸840万円で仮契約を結んだ。背番号は自身の希望で8に決まった。

### 中日時代
2006年1月9日に中日ドラゴンズ選手寮に入所。8月26日に初の一軍昇格を果たすと、同日の横浜ベイスターズ戦（ナゴヤドーム）の9回裏に英智の代打として、プロ初出場を果たした。結果は初球を打ち三塁ゴロだった（投手：木塚敦志）。8月29日の阪神タイガース戦（阪神甲子園球場）でも5回表に中田賢一の代打として出場したが、空振り三振に倒れた（投手：井川慶）。
2007年は、10月4日の広島東洋カープ戦（ナゴヤドーム）に「7番・中堅手」としてプロ初のスタメン出場し、延長11回裏一死満塁の場面で死球を受けたことでプロ初打点を挙げる。10月6日の対東京ヤクルトスワローズ戦で、プロ初安打を打つ。翌7日の対横浜戦では3安打を打ち、初の猛打賞を記録。終盤の活躍と堅実な守備が買われ、その年にセンターで先発出場することが多かった英智の故障もありクライマックスシリーズにおいては全試合先発で起用される。日本シリーズでもホーム試合では先発起用され、第3戦では安打を打ち、第5戦においては北海道日本ハムファイターズの先発投手のダルビッシュ有から犠飛を打ち、この試合唯一の打点を挙げた。なお、この試合に1-0で勝ち、この打点は日本一を決める決勝点となり、球団として前回1954年の日本一の際の井上登と同じく、高卒2年目の野手が日本一を決める決勝点を挙げたことになった。この犠飛はストレートを打ったのだが「スライダーを投げられていたら打てなかった」と後に語っている。日本シリーズでの活躍が認められて12月の球団主催によるハワイへの優勝旅行にも参加する予定だったが出発前日の練習中に足を捻挫し、急遽参加を取りやめた。
2008年の春季キャンプは前述の足の捻挫もあって二軍スタートだったものの、第4クールで一軍に合流。森野将彦が故障で離脱したこともあり、ほとんどのオープン戦にセンターで先発出場。森野の代わりとして開幕スタメン入りも確実視されたが、森野が開幕までに回復し、またオープン戦での成績も相まって、開幕一軍入りとはならなかった。5月16日には森野の怪我による離脱で、二軍で83打数15安打、打率.181、2本塁打と、調子が上がらない中、このシーズン初の一軍昇格、その日の対横浜戦で即先発起用された。しかし目立った活躍は見られず5月26日に二軍に降格した。6月11日に再昇格。9月7日の横浜戦（ナゴヤドーム）の9回裏一死の場面に代打で登場し、横山道哉から一軍でのプロ初本塁打を打つ。これが同時にサヨナラの殊勲打となった。その後もシーズン終了まで一軍に定着。主に代打で起用された。シーズン終了後の秋季キャンプでは故障離脱してしまい、春季キャンプの二軍スタートが決まる。
2009年は、前述の通り春季キャンプは二軍スタートとなった。一軍に合流することなくキャンプは終了し教育リーグに向かうことになったが、3月17日の阪神との練習試合で一軍に合流。プロ4年目にして初の開幕一軍入りを果たす。藤井淳志、小池正晃、新人の野本圭と外野のポジションを争うことになると思われたが、シーズンが始まると代打でも結果が残せず、4月15日に二軍に降格した。その後8月に一度登録されるが、勝負所での併殺打や三振を繰り返し、9月に再び抹消された。最終的には前年の59試合出場を下回る42試合に留まるが、打率.271・2本塁打・9打点を記録した。
2010年は、新人の大島洋平や2年目の野本などとの競争に勝てず大半を二軍で過ごし、日本シリーズでも活躍できずに終わった。オフに背番号8を大島が付けることになったため、西川明の退団で空き番号になっていた40に変更。
2011年は開幕こそ二軍も5月5日に一軍昇格。5月18日の千葉ロッテマリーンズ戦では同点本塁打、5月22日の対東北楽天ゴールデンイーグルス戦では自身初の4安打を記録。6月4日の対埼玉西武ライオンズ戦では9回裏の同点打に加え、延長11回裏に野上亮磨から2008年以来、自身2本目となるサヨナラ本塁打を打った。さらに、その翌6月5日の対ロッテ戦では、9回裏に薮田安彦から2日連続のサヨナラ本塁打を打った。個人の2試合連続サヨナラ本塁打は2002年松井稼頭央（西武）以来8人目。セ・リーグでは1988年のダグ・デシンセイ（ヤクルト）以来23年ぶり。中日では初の出来事である。また前述の活躍もあり6月の月間MVPを初受賞。チームの野手としても2009年6月の和田一浩以来2年ぶりの受賞となった。リーグ優勝が決定した翌日に行われた10月19日の対ヤクルト戦ではプロ入り後初めて4番打者を務めた。中盤以降は調子を落とし1か月以上本塁打が出ない時期などあり先発を外れる試合も増えたが、最終的には113試合に出場し、打率.255、11本塁打、38打点の成績を残す。守備でもリーグ3位の8補殺を記録するなど、チームのリーグ連覇に貢献した。
2012年は初の開幕スタメンに名を連ね3月30日の開幕戦ではチーム第1号の本塁打を記録。主に7番を打っていたがその後、森野将彦の故障により3番を打つこともあった。しかし5月にぎっくり腰を患い二軍落ちを経験した。最終的には本塁打は前年と同じく11本だったが、安定感を欠き打率.216と低迷し、出場試合数も前年より減った。オフに年俸2900万円（100万円減）で翌年の契約を結んだ。
2013年は開幕一軍を勝ち取ったものの松井佑介にスタメンを奪われると、33打席で1本もヒットを打てずに登録抹消された。5月10日に昇格を果たしても暫くは結果が出ていなかったが、6月23日の対読売ジャイアンツ戦（東京ドーム）では2回に先制のソロ本塁打（シーズン初本塁打）、7回にはダメ押しとなる3点本塁打を打ち、チーム3年ぶりとなる1試合4本塁打のうちの2本を打って勝利に貢献した。その後は右翼レギュラーに定着し最終的に規定打席には及ばなかったがこれまででいずれも自己最高の打率.289、15本塁打、55打点を記録した。オフの11月には台湾で行われた「2013 BASEBALL CHALLENGE 日本 VS チャイニーズ・タイペイ」の日本代表に選出された。また背番号の変更が発表され、井端弘和の退団により空き番となった6を付けることになった。
2014年にはオープン戦から「4番・右翼手」で固定されてシーズンを迎える。序盤は好調を維持していたものの長くは続かず、交流戦から6番に下がる。6月27日の対阪神戦（阪神甲子園球場）で邪飛を追った際に左足首を捻挫し、約1か月間戦列を離れたものの、プロ9年目にして初めて規定打席に到達した。
2015年7月16日に、第1回WBSCプレミア12の日本代表第1次候補選手に選出されたことが発表された。9月10日に、第1回WBSCプレミア12の日本代表候補選手に選出されたことが発表された。オフの10月9日に、第1回WBSCプレミア12の日本代表最終ロースター28名に選出されたことが発表された。11月26日、球団納会で谷繁元信監督より翌年の主将に任命された。中日ドラゴンズでは1994年の仁村徹以来のキャプテン就任となる。この年、自身初のベストナインに選ばれた。
2016年開幕前の2月15日に「侍ジャパン強化試合 日本 vs チャイニーズタイペイ」の日本代表26名に選出されたことが発表された。6月18日の日本ハム戦（ナゴヤドーム）で10号本塁打を打ち、6年連続2桁本塁打を記録。9月14日に右肩痛で一軍登録を抹消された。シーズン途中にFA権を取得したが、11月5日にFA権を行使せず残留を表明した。
2017年、1月24日に2017 ワールド・ベースボール・クラシックの日本代表に招集されたことが発表され、大会では2試合に出場した。レギュラーシーズンでは右膝の故障に悩み、66試合の出場に留まった。
2018年は序盤こそ不調だったものの5月に月間打率.431を記録すると、その後も一時は打率トップに立つなど安定して好調を維持。同僚のダヤン・ビシエドらと首位打者争いを演じた。その打率の高さを買われて1番で出場することも多く、「1番・右翼手」として出場した8月16日の対横浜DeNAベイスターズ戦では第1打席に先頭打者本塁打を放つと、その後の打席でも二塁打2本、三塁打、単打を記録し、史上68人目のサイクル安打を達成した。最終的には自己最高の打率.329を記録し、また自身初のゴールデングラブ賞を受賞した。
2019年も序盤からほぼ1番で起用された。しかし5月17日に左足の違和感で途中交代し、その後、検査で左下腿の肉離れと診断された。7月20日対DeNA戦（横浜スタジアム）の4回表に石田健大から本塁打を打ち、プロ通算100号本塁打を記録した。しかし8月14日の対阪神戦で右手首に死球を受け途中交代した。その後も一軍に帯同したが、治療に専念するために8月21日に一軍登録を抹消された。9月10日に一軍復帰し、残りのシーズンを一軍で過ごしたが、最終的には95試合の出場に終わった。
2020年は開幕一軍スタートとなったが、6月24日に18打数1安打と不振で先発を外れた。その後も打率.164と不振が続いたほか、右肘痛を発症したこともあり7月20日に一軍登録を抹消された。その後8月23日に再び一軍登録されると、同日のDeNA戦（ナゴヤドーム）で追加点となる2点適時二塁打を打った。9月9日の巨人戦（ナゴヤドーム）で通算1000安打を達成。9月21日のヤクルト戦（ナゴヤドーム）では1年ぶりとなる1試合4安打を記録したが、9月26日、下肢のコンディション不良で一軍登録を抹消。10月29日に再び一軍登録されたが、この年は2度の登録抹消もあり、55試合出場でシーズンを終えた。
2021年は開幕一軍入りしたが、21試合で打率.155、0本塁打、4打点と打撃不振により、4月28日に登録抹消された。以降は二軍で調整していたが、7月4日に体調を崩し喘息、「異型狭心症」と診断された。そのため一軍定着後最少の21試合出場に留まった。5年契約の5年目が終了し、1億5000万円減となる推定年俸3000万円で契約を更改した。
2022年も開幕一軍を迎え、代打や代走での起用が続くが、5月10日に新型コロナウィルスの陽性判定を受け登録抹消となった。7月12日に一軍に復帰すると、7月16日の阪神戦（阪神甲子園球場）で2年ぶりに本塁打を打った。その後9月19日に再び登録抹消されたが、シーズン終盤には翌年の戦力構想外となっていることが明らかになった。10月4日に戦力外通告を受け、NPBでの現役続行を希望し引退ではなく自由契約を選択した。独立リーグや社会人野球からのオファーはあったものの、NPB球団からオファーはなく、12月28日に現役引退を発表した。

### 中日退団後
中日退団後の翌2023年1月29日にYouTubeチャンネル「エースファクトリーエンタメチャンネル」に出演し、複数の独立リーグ球団や社会人野球からオファーがあったが、大阪を拠点に活動するエースファクトリーベースボールクラブに入団し、軟式野球に転向することを表明。なお、同チームの入団に当たっては平田の幼馴染の萬谷からの誘いによるものであることが明かされ、共にプレーを続ける。同年2月3日に学生野球資格を回復したことが公表された。3月18日にバンテリンドーム ナゴヤで行われた楽天とのオープン戦後に引退セレモニーが開催された。TBSチャンネルの野球解説者としても並行して活動した。
2025年より古巣・中日に二軍外野守備走塁コーチとして復帰することになった。背番号は79。

## 選手としての特徴
高校通算70本塁打。勝負強さを感じる打撃でレギュラーを掴めたといわれる実力者。50メートル5秒7の俊足と遠投110メートルの強肩を併せ持つ。2011年の春季キャンプには当時監督の落合博満と打撃コーチの石嶺和彦の指導により打法を改造している。目深にヘルメットを被るのもトレードマークである。2011年以降はオレンジ色のバットを使用している。
落合からはドラフト時に「この年のドラフトで俺が認めたのは平田だけ。そういう選手がいない年だってある。あれだけ振れる選手はそうはいない。鍛えれば俺以上の打者になる」と高く評価され、守備についても「ドラゴンズの外野守備でいちばんうまい」と賛辞を送られている。

## 人物
高校時代はプロ入り後にチームメイトになるタイロン・ウッズに似ていることから「ウッズ」というニックネームで呼ばれていた。
大の漫画好きで、高校時代から小遣いを貯金し、古本屋でコミックを買いだめすることを楽しみにしていた。少年漫画だけでなく少女漫画も読む。高校時代の時点で、自宅の本棚には約650冊以上のコレクションがあった。プロ入り後はその中から『ドカベン』『涼風』をはじめ、手放せない愛読書を約200冊厳選して寮に持参した。
またかなりのゲーマーでもあり、特に『みんなのGOLF』『ウイニングイレブン』『実況パワフルプロ野球』シリーズはかなりやりこんでいる。『ウイニングイレブン』ではネット対戦で全国151位、『実況パワフルプロ野球』では同じく30位台まで上昇したことがあるという（いずれも本人の自己申告による）。『ウイニングイレブン』では「弱いチームで勝つ方がポイントがたまりやすい」という理由から主にFCコペンハーゲンでプレイしており、フォーメーションは守備重視の「6-3-1」をよく使う。
2010年5月に婚姻届を提出し、同年12月には長男が誕生している。2013年には長女が誕生した。
大阪ドームが自宅から近かったこともあり、子どもの頃は近鉄バファローズのファンであった。当時好きだった選手として中村紀洋の名前を挙げており、中村の中日在籍時には、ファン目線で「ノリ」と呼びそうになったと語っている。
2009年の自主トレで、同じ大阪桐蔭高校出身の千葉ロッテマリーンズ（当時）の西岡剛、北海道日本ハムファイターズの中田翔とトリオ「好奇心」結成。自主トレの数日前に西岡がクイズ!ヘキサゴンIIで「おバカキャラ」と位置づけされたのを踏まえて、「西岡さんはおバカキャラというか天然なんで…。羞恥心じゃなく好奇心でいきますよ」ここから好奇心が結成した（ちなみに3人の共通点はいずれも高校時代4番を担い、高卒でプロに入り、さらにドラフト1位指名で入団している）。
ヒーローインタビューで度々名言を残している。2011年の2戦連続サヨナラ本塁打の時には、6月4日は｢明日はデーゲームですので、お酒は控えるようにして下さい｣と、5日は「明日はナイターです。お酒をたんまり飲める、時間があります。しっかり飲んで、明日の6時プレイボールまでにお酒を抜いて応援して下さい」と、2日連続で｢酒ネタ｣を披露した。この｢酒ネタ｣は、その後のヒーローインタビューで、中日の他の選手（佐伯貴弘、小田幸平、小池正晃）にも使われた。
2013年からは「チームメイトとカラオケで歌って盛り上がるから」という理由で、ももいろクローバーZの楽曲を打席時の登場曲に使用した。
2014年からは上述の通り、落合が現役時代に付けていた背番号6を付けることになったが、会見ではそのことに触れられると「知らなかった」と発言。その上で「好きな番号だったので選んだ。自分なりの6番にしたい」と抱負を語った。また東海ラジオのスポーツ番組出演時には当時GMの落合とのやり取りについても明かし、当初は背番号9を提示されるも前年まで同じ外野手の野本圭が背負っていたことを理由に固辞したと語った。次いで希望の番号を問われて6と答え、落合から「誰が着けてたか知ってるか?」と質問されたと語っている。
2015年からは、この年に加入した亀澤恭平や遠藤一星とともに、ムードメーカーとしてチームを盛り上げている。元々は平田が「ファンの方に喜んでもらえるように」と亀澤に呼びかけ、得点が入った際に中継カメラに向かってパフォーマンスを披露するようになり、後に遠藤も加わるようになった。
2015年8月1日の巨人戦にて、東京ドーム左翼席上にあるキリンビール「一番搾り」看板に直撃する特大本塁打を打ち、キリンビールマーケティング株式会社より賞金100万円と「キリン一番搾り」1年分を贈呈された。
2018年オフ、新車では車両価格だけで3970万円すると言われる「ロールスロイス・ゴースト・ブラックバッジ」を新古で購入。本人によると、子供の頃に新庄剛志のフェラーリを見たことがきっかけで「プロ野球選手になったら絶対高級車に乗ったると思ったんです」とのこと。テレビ番組では5000万円とも報道され、大きな話題となった。プロ野球選手を引退後、2023年5月28日にTBSで放送された『THEプラチナリスト～スターが生まれた伝説の名簿～』で「見栄を張る必要がない」という理由でロールスロイスを売却したことを公表している。
2020年12月20日にニコニコ生放送で放送された企画「プロ野球×将棋特番」に出演。プロ野球界の将棋好き4選手（丸佳浩・安田尚憲・齋藤友貴哉）で争ったプロ野球最強将棋王決定戦で優勝し、「球王」の称号を与えられた。
2021年12月12日にニコニコ生放送で放送された「プロ野球×将棋特番2021」に出演。前回大会の実績と将棋文化普及の功績により渡辺明名人から日本将棋連盟の初段免状が授与された。前年より参加人数の増えた「第2回プロ野球最強将棋王決定戦」でも決勝まで勝ち進み、楽天・西口直人との対局を勝利して連覇を達成。「球王」の称号を防衛した。

## 詳細情報

### 年度別打撃成績
| 年 度     | 球 団     | 試 合 | 打 席 | 打 数 | 得 点 | 安 打 | 二 塁 打 | 三 塁 打 | 本 塁 打 | 塁 打 | 打 点 | 盗 塁 | 盗 塁 死 | 犠 打 | 犠 飛 | 四 球 | 敬 遠 | 死 球 | 三 振 | 併 殺 打 | 打 率 | 出 塁 率 | 長 打 率 | O P S |
| --------- | --------- | ----- | ----- | ----- | ----- | ----- | -------- | -------- | -------- | ----- | ----- | ----- | -------- | ----- | ----- | ----- | ----- | ----- | ----- | -------- | ----- | -------- | -------- | ----- |
| 2006      | 中日      | 2     | 2     | 2     | 0     | 0     | 0        | 0        | 0        | 0     | 0     | 0     | 0        | 0     | 0     | 0     | 0     | 0     | 1     | 0        | .000  | .000     | .000     | .000  |
| 2007      | 中日      | 3     | 13    | 12    | 1     | 4     | 0        | 0        | 0        | 4     | 3     | 0     | 1        | 0     | 0     | 0     | 0     | 1     | 4     | 0        | .333  | .385     | .333     | .718  |
| 2008      | 中日      | 59    | 111   | 97    | 9     | 26    | 3        | 0        | 1        | 32    | 9     | 0     | 1        | 5     | 2     | 6     | 0     | 1     | 25    | 4        | .268  | .311     | .330     | .641  |
| 2009      | 中日      | 42    | 95    | 85    | 13    | 23    | 7        | 3        | 2        | 42    | 9     | 0     | 0        | 0     | 1     | 8     | 0     | 1     | 19    | 2        | .271  | .337     | .494     | .831  |
| 2010      | 中日      | 6     | 12    | 12    | 0     | 1     | 0        | 0        | 0        | 1     | 0     | 0     | 0        | 0     | 0     | 0     | 0     | 0     | 4     | 0        | .083  | .083     | .083     | .167  |
| 2011      | 中日      | 113   | 376   | 330   | 39    | 84    | 15       | 6        | 11       | 144   | 38    | 1     | 2        | 7     | 0     | 38    | 0     | 1     | 72    | 10       | .255  | .333     | .436     | .769  |
| 2012      | 中日      | 91    | 301   | 269   | 28    | 58    | 4        | 1        | 11       | 97    | 32    | 1     | 0        | 1     | 2     | 28    | 1     | 1     | 59    | 9        | .216  | .290     | .361     | .651  |
| 2013      | 中日      | 118   | 414   | 367   | 54    | 106   | 22       | 3        | 15       | 179   | 55    | 1     | 2        | 1     | 1     | 41    | 1     | 4     | 54    | 13       | .289  | .366     | .488     | .853  |
| 2014      | 中日      | 119   | 488   | 429   | 55    | 119   | 17       | 1        | 11       | 171   | 65    | 7     | 2        | 0     | 4     | 54    | 0     | 1     | 65    | 13       | .277  | .357     | .399     | .755  |
| 2015      | 中日      | 130   | 559   | 491   | 76    | 139   | 27       | 3        | 13       | 211   | 53    | 11    | 7        | 1     | 0     | 64    | 1     | 3     | 86    | 5        | .283  | .369     | .430     | .799  |
| 2016      | 中日      | 118   | 494   | 416   | 61    | 103   | 24       | 1        | 14       | 171   | 73    | 4     | 2        | 0     | 4     | 72    | 1     | 2     | 89    | 5        | .248  | .358     | .411     | .769  |
| 2017      | 中日      | 66    | 270   | 238   | 26    | 58    | 14       | 2        | 6        | 94    | 29    | 4     | 0        | 0     | 2     | 29    | 0     | 1     | 60    | 4        | .244  | .326     | .395     | .721  |
| 2018      | 中日      | 138   | 568   | 493   | 83    | 162   | 26       | 5        | 9        | 225   | 55    | 8     | 7        | 2     | 3     | 67    | 4     | 3     | 69    | 7        | .329  | .410     | .456     | .866  |
| 2019      | 中日      | 95    | 407   | 360   | 52    | 100   | 21       | 4        | 8        | 153   | 32    | 3     | 6        | 1     | 4     | 38    | 2     | 4     | 53    | 8        | .278  | .350     | .425     | .775  |
| 2020      | 中日      | 55    | 193   | 166   | 26    | 39    | 7        | 0        | 3        | 55    | 17    | 0     | 1        | 0     | 1     | 24    | 2     | 2     | 33    | 4        | .235  | .337     | .331     | .668  |
| 2021      | 中日      | 21    | 62    | 58    | 3     | 9     | 2        | 2        | 0        | 15    | 4     | 1     | 0        | 0     | 0     | 3     | 0     | 1     | 13    | 1        | .155  | .210     | .259     | .468  |
| 2022      | 中日      | 51    | 83    | 75    | 8     | 15    | 3        | 0        | 1        | 21    | 10    | 0     | 0        | 0     | 0     | 7     | 0     | 1     | 20    | 2        | .200  | .277     | .280     | .557  |
| NPB：17年 | NPB：17年 | 1227  | 4448  | 3900  | 534   | 1046  | 192      | 31       | 105      | 1615  | 484   | 41    | 31       | 18    | 24    | 479   | 12    | 27    | 726   | 87       | .268  | .350     | .414     | .764  |

### WBSCプレミア12での打撃成績
| 年 度 | 代 表 | 試 合 | 打 席 | 打 数 | 得 点 | 安 打 | 二 塁 打 | 三 塁 打 | 本 塁 打 | 塁 打 | 打 点 | 盗 塁 | 盗 塁 死 | 犠 打 | 犠 飛 | 四 球 | 敬 遠 | 死 球 | 三 振 | 併 殺 打 | 打 率 | 出 塁 率 | 長 打 率 |
| ----- | ----- | ----- | ----- | ----- | ----- | ----- | -------- | -------- | -------- | ----- | ----- | ----- | -------- | ----- | ----- | ----- | ----- | ----- | ----- | -------- | ----- | -------- | -------- |
| 2015  | 日本  | 8     | 30    | 26    | 4     | 11    | 3        | 1        | 0        | 16    | 6     | 1     | 1        | 0     | 0     | 4     | 0     | 0     | 2     | 0        | .423  | .500     | .615     |

### WBCでの打撃成績
| 年 度 | 代 表 | 試 合 | 打 席 | 打 数 | 得 点 | 安 打 | 二 塁 打 | 三 塁 打 | 本 塁 打 | 塁 打 | 打 点 | 盗 塁 | 盗 塁 死 | 犠 打 | 犠 飛 | 四 球 | 敬 遠 | 死 球 | 三 振 | 併 殺 打 | 打 率 | 出 塁 率 | 長 打 率 | O P S |
| ----- | ----- | ----- | ----- | ----- | ----- | ----- | -------- | -------- | -------- | ----- | ----- | ----- | -------- | ----- | ----- | ----- | ----- | ----- | ----- | -------- | ----- | -------- | -------- | ----- |
| 2017  | 日本  | 2     | 2     | 3     | 0     | 0     | 0        | 0        | 0        | 0     | 0     | 0     | 0        | 0     | 0     | 1     | 0     | 0     | 1     | 0        | .000  | .250     | .000     | 0.250 |

### 年度別守備成績
| 年 度 | 球 団 | 外野  | 外野  | 外野  | 外野  | 外野  | 外野     |
| 年 度 | 球 団 | 試 合 | 刺 殺 | 補 殺 | 失 策 | 併 殺 | 守 備 率 |
| ----- | ----- | ----- | ----- | ----- | ----- | ----- | -------- |
| 2007  | 中日  | 3     | 3     | 0     | 0     | 0     | 1.000    |
| 2008  | 中日  | 35    | 39    | 1     | 1     | 0     | .976     |
| 2009  | 中日  | 28    | 41    | 0     | 0     | 0     | 1.000    |
| 2010  | 中日  | 3     | 3     | 0     | 0     | 0     | 1.000    |
| 2011  | 中日  | 109   | 181   | 8     | 0     | 1     | 1.000    |
| 2012  | 中日  | 87    | 175   | 4     | 0     | 0     | .982     |
| 2013  | 中日  | 108   | 209   | 5     | 2     | 1     | .991     |
| 2014  | 中日  | 115   | 268   | 9     | 1     | 1     | .996     |
| 2015  | 中日  | 128   | 234   | 6     | 1     | 1     | .996     |
| 2016  | 中日  | 115   | 195   | 6     | 2     | 1     | .990     |
| 2017  | 中日  | 66    | 120   | 3     | 0     | 1     | 1.000    |
| 2018  | 中日  | 134   | 217   | 9     | 1     | 3     | .996     |
| 2019  | 中日  | 94    | 147   | 5     | 2     | 2     | .987     |
| 2020  | 中日  | 51    | 74    | 2     | 0     | 0     | 1.000    |
| 2021  | 中日  | 20    | 31    | 0     | 0     | 0     | 1.000    |
| 2022  | 中日  | 29    | 26    | 0     | 0     | 0     | 1.000    |
| 通算  | 通算  | 1125  | 1963  | 58    | 10    | 11    | .995     |

- 各年度の太字はリーグ最高
- 太字年はゴールデングラブ賞受賞

### 表彰
NPB
- ベストナイン：1回（外野手部門：2015年）
- ゴールデングラブ賞：1回（外野手部門：2018年）
- 月間MVP：1回（打者部門：2011年6月）
- 月間サヨナラ賞：1回（2015年3・4月）

NPB以外
- ドラゴンズクラウン賞：優秀選手賞2回（2015年[100]、2018年[101]）、特別賞1回（2011年[102]）

### 記録
初記録
- 初出場：2006年8月26日、対横浜ベイスターズ12回戦（ナゴヤドーム）、9回裏に英智の代打で出場[2][103]
- 初打席：同上、9回裏に木塚敦志から三ゴロ[2]
- 初先発出場：2007年10月4日、対広島東洋カープ24回戦（ナゴヤドーム）、「7番・中堅手」で先発出場[17][18]
- 初打点：同上、11回裏に林昌樹から押し出し死球[17][18]
- 初安打：2007年10月6日、対東京ヤクルトスワローズ24回戦（明治神宮野球場）、1回表に松井光介から右前2点適時打
- 初本塁打：2008年9月7日、対横浜ベイスターズ17回戦（ナゴヤドーム）、9回裏に浅尾拓也の代打で出場、横山道哉から右中間越サヨナラソロ[25][104]※プロ初本塁打が代打サヨナラは史上7人目[105]
- 初盗塁：2011年8月18日、対読売ジャイアンツ12回戦（ナゴヤドーム）、7回裏に二盗（投手：ジョナサン・アルバラデホ、捕手：阿部慎之助）

節目の記録
- 1000試合出場：2018年9月24日、対東京ヤクルトスワローズ24回戦（ナゴヤドーム）、「1番・右翼手」で先発出場 ※史上495人目
- 100本塁打：2019年7月20日、対横浜DeNAベイスターズ12回戦（横浜スタジアム）、4回表に石田健大から左越ソロ ※史上294人目
- 1000安打：2020年9月9日、対読売ジャイアンツ17回戦（ナゴヤドーム）、3回裏に田口麗斗から左中間越二塁打 ※史上307人目

その他の記録
- 2試合連続サヨナラ本塁打 ※史上8人目（セ・リーグ史上6人目・プロ野球タイ記録、2002年松井稼頭央（西武）以来）
  - 2011年6月4日、対埼玉西武ライオンズ4回戦（ナゴヤドーム）、11回裏に野上亮磨から中越ソロ
  - 2011年6月5日、対千葉ロッテマリーンズ3回戦（ナゴヤドーム）、9回裏に薮田安彦から右越ソロ
- オールスターゲーム出場：2回（2015年、2018年）
- サイクル安打：2018年8月16日、対横浜DeNAベイスターズ20回戦（ナゴヤドーム） ※史上68人目

### 背番号
- 8（2006年[11] - 2010年、2017 WBC）
- 40（2011年[27] - 2013年）
- 6（2014年baseballking20141217 - 2022年）
- 79（2025年[79] - ）

### 登場曲
- 「Dear Mama feat. 小田和正」LGYankees（2010年）
- 「ココロのちず」BOYSTYLE（奇数打席）
- 「FAITH」Ruppina（偶数打席）（2011年 - 2012年途中）
- 「Alright!!」Superfly（2012年途中）
- 「PUSH」ももいろクローバーZ（2013年）
- 「夢よ!叶え! ～raise voice～」オクダシンイチ（2014年）
- 「君さえいれば」DEEN（2015年）
- 「Fight against yourself」ROOKiEZ is PUNK'D（2016年‐2017年、2022年途中 - ）
  - 同バンドのボーカル&ギターであり中日ファンであるSHiNNOSUKEが、平田のために書き下ろした曲[106]。
- 「This is Me（映画『グレイテスト・ショーマン』より）」キアラ・セトル＆ザ・グレイテスト・ショーマン・アンサンブル（2018年）
- 「WE WILL ROCK YOU」QUEEN（2019年 - 2020年）
- 「お願いマッスル」ファイルーズあい・石川界人（2021年 - ）[107]

### 代表歴
- 第6回AAAアジア野球選手権大会日本代表[108][109]
- 2015 WBSCプレミア12 日本代表[40]
- 2017 ワールド・ベースボール・クラシック

## 関連情報

### 著書
- 『平田良介メッセージBOOK：自然体主義』（廣済堂出版、2016年6月、ISBN 9784331520277）

### 出演

#### ウェブテレビ
- プロ野球×将棋特番・プロ野球最強将棋王決定戦（2020年12月20日、ニコニコ生放送） ※YouTubeでは2021年2月に2回に分けて配信[110]

#### 舞台
- 青空メロディーズ〜2nd melody〜（2024年7月27日、新宿村LIVE）[111]